# Новопичурский сельсовет
Новопичурский сельсовет — муниципальное образование со статусом сельского поселения в Наровчатском районе Пензенской области Российской Федерации.
Административный центр — село Новые Пичуры.

## История
Статус и границы сельского поселения установлены Законом Пензенской области от 2 ноября 2004 года № 690-ЗПО «О границах муниципальных образований Пензенской области».

## Население
| 2002 | 2010 | 2012 | 2013 | 2014 | 2015 | 2016 |
| ---- | ---- | ---- | ---- | ---- | ---- | ---- |
| 843  | ↘785 | ↘757 | ↘748 | ↘713 | ↘695 | ↘682 |
| 2017 | 2018 | 2021 |      |      |      |      |
| ↘673 | ↘666 | ↘578 |      |      |      |      |

Во всех населённых пунктах сельсовета подавляющее большинство населения составляет мордва, остальное население русские.

## Состав сельского поселения
| № | Населённый пункт | Тип населённого пункта       | Население |
| - | ---------------- | ---------------------------- | --------- |
| 1 | Александровка    | деревня                      | 39        |
| 2 | Красный Восток   | посёлок                      | 21        |
| 3 | Новые Пичуры     | село, административный центр | ↘580      |
| 4 | Октябрьский      | посёлок                      | 143       |
| 5 | Шадрино          | село                         | ↘2        |